# Paul Pauliat
Paul Pauliat, né le 7 novembre 1922 à Cheilly-lès-Maranges en Saône-et-Loire et mort le 18 octobre 2008 à Paris, est un ancien professeur agrégé de russe du lycée Voltaire à Paris et auteur d'un dictionnaire et de manuels scolaires aux célèbres couvertures orange.
Il fut décoré de l’ordre du mérite pour la patrie russe.

## Biographie
Paul Marcel Pauliat naît le 7 novembre 1922 à Cheilly-lès-Maranges en Saône-et-Loire. Son père, originaire de Vicq-sur-Breuilh en Limousin, Henri Pauliat y est alors employé des postes. 
Paul grandit entre le Limousin ou sa famille paternelle habite, et la Franche-Comté d’où est originaire sa mère. 
Devenu professeur de Russe, il entre au lycée Voltaire à Paris après être devenu professeur agrégé.

## Œuvres
- Paul Pauliat, Dictionnaire français-russe et russe-français. Il contient plus de 55 000 mots et expressions, et est édité chez Larousse, dans la collection « Apollo » (1998, 473 pages) ; « Maxipoche Plus » (2008, édition revue et augmentée, 960 pages). Sans prétendre à l'exhaustivité, ce dictionnaire se distingue, avant tout, par l'organisation de ses articles. En effet, les emplois délicats et les diverses nuances sémantiques sont résumés dans un tableau avant chaque article. Ainsi, il accompagne le débutant (voire l'étudiant avancé) dans la recherche et le choix sémantique du mot ou de l'expression à trouver.
- Paul Pauliat, Grammaire russe, Didier, 1972.
- Paul Pauliat et Georges Davydoff, Précis d'accentuation russe, Didier, 1959.
- Paul Pauliat a également publié de nombreux ouvrages scolaires (en collaboration avec G. Davydoff) et des articles spécialisés sur la langue russe entre les années 1955 et 1970.